# Marlies Caspary
Marlies Caspary (* um 1935) ist eine ehemalige deutsche Badmintonspielerin.

## Karriere
Ihren ersten Juniorentitel gewann Marlies Caspary 1955 im Damendoppel gemeinsam mit Bärbel Appelt. Bei den German Open des gleichen Jahres belegten beide Platz drei. Ein Jahr später wurde Marlies Caspary erneut Dritte, diesmal jedoch mit Hannelore Schmidt an ihrer Seite. 1960 und 1961 wurde sie deutsche Mannschafts-Meisterin mit dem 1. DBC Bonn.

## Sportliche Erfolge
| Saison    | Veranstaltung                     | Disziplin   | Platz | Name |
| --------- | --------------------------------- | ----------- | ----- | --- |
| 1953/1954 | Deutsche Einzelmeisterschaft U18  | Damendoppel | 3     | Bärbel Appelt / Marlies Caspary (1. DBC Bonn) |
| 1954/1955 | Deutsche Einzelmeisterschaft U18  | Damendoppel | 1     | Bärbel Appelt / Marlies Caspary (1. DBC Bonn) |
| 1954/1955 | German Open                       | Damendoppel | 3     | Bärbel Appelt / Marlies Caspary |
| 1955/1956 | Deutsche Einzelmeisterschaft U18  | Mixed       | 2     | Kurt Hennes / Marlies Caspary (1. DBC Bonn) |
| 1955/1956 | Deutsche Einzelmeisterschaft U18  | Dameneinzel | 2     | Marlies Caspary (1. DBC Bonn) |
| 1955/1956 | Deutsche Einzelmeisterschaft U18  | Damendoppel | 1     | Gunhild Scholz / Marlies Caspary (1. DBC Bonn) |
| 1955/1956 | German Open                       | Damendoppel | 3     | Marlies Caspary / Hannelore Schmidt |
| 1956/1957 | Deutsche Einzelmeisterschaft U18  | Dameneinzel | 2     | Marlies Caspary (1. DBC Bonn) |
| 1956/1957 | Deutsche Einzelmeisterschaft U18  | Damendoppel | 1     | Marlies Caspary / Ute Seelbach (1. DBC Bonn / BC Düsseldorf)                                                                                       |
| 1957/1958 | Deutsche Einzelmeisterschaft U18  | Damendoppel | 1     | Gunhild Scholz / Marlies Caspary (1. DBC Bonn) |
| 1959/1960 | Deutsche Mannschaftsmeisterschaft | Mannschaft  | 1     | 1. DBC Bonn (Ralf Caspary, Walter Stuch, Kurt Hennes, Jap Tjiang Beng, Günter Ropertz, Luise Schmitz, Gunhild Scholz, Ute Harlos, Marlies Caspary) |
| 1960/1961 | Deutsche Mannschaftsmeisterschaft | Mannschaft  | 1     | 1. DBC Bonn (Ralf Caspary, Walter Stuch, Kurt Hennes, Jap Tjiang Beng, Günter Ropertz, Luise Schmitz, Gunhild Scholz, Ute Harlos, Marlies Caspary) |